# Sistema de imigração no Canadá

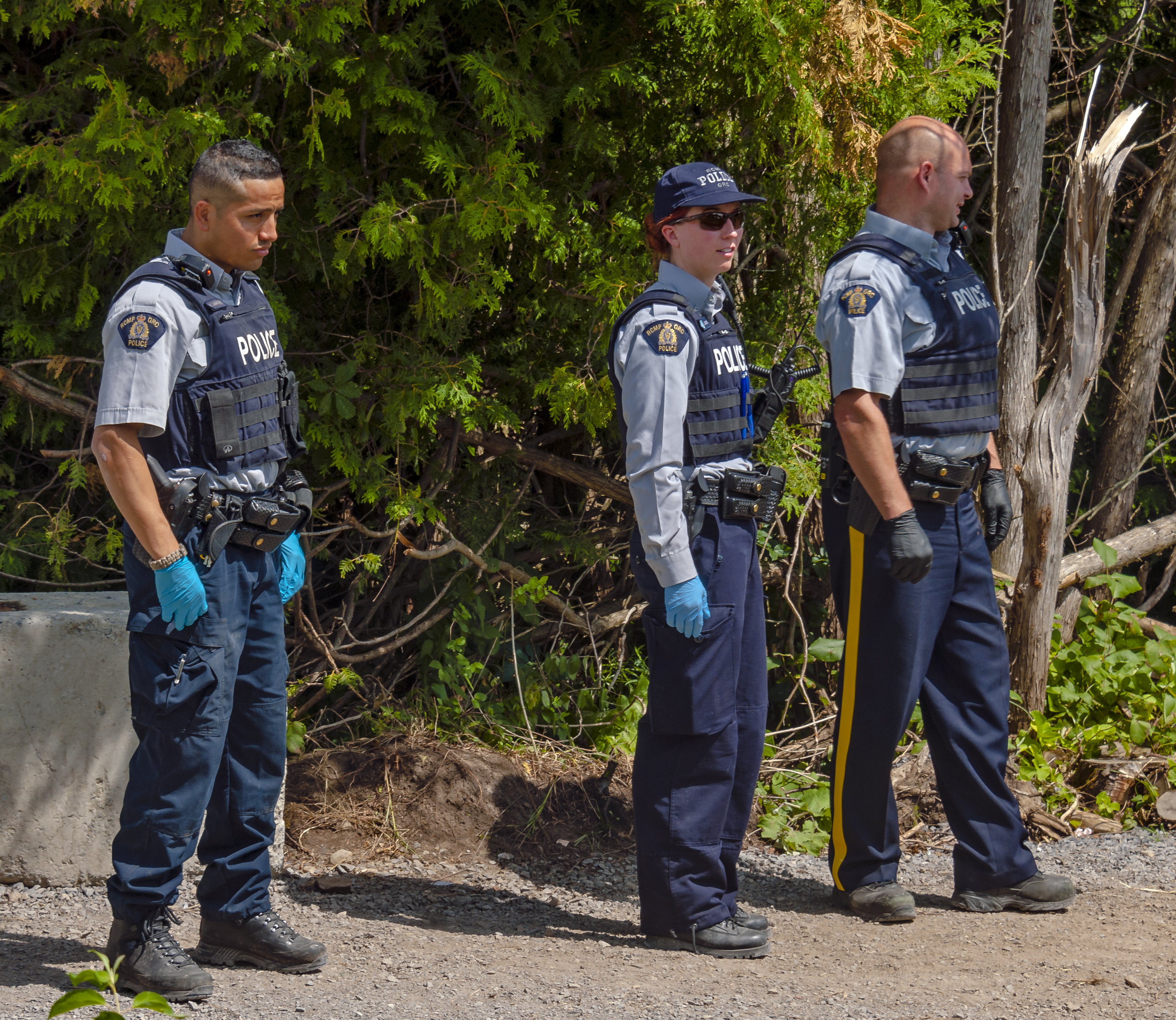
Agentes da RCMP na fronteira dos Estados Unidos em Saint-Bertrand-de-Lacolle, Quebec

O sistema de imigração no Canadá é o conjunto de políticas, regulamentos e procedimentos que regem a entrada e permanência de estrangeiros no país. O Canadá, conhecido por sua política migratória aberta e receptiva, tem sido um destino popular para imigrantes e refugiados de todo o mundo. O país tem se beneficiado enormemente da diversidade cultural e econômica trazida pelos imigrantes, e estabeleceu um sistema robusto que busca atrair pessoas qualificadas, reunir famílias e proporcionar refúgio a quem precisa.
A imigração no Canadá é gerida principalmente através do Immigration, Refugees and Citizenship Canada (IRCC), o departamento federal responsável pelas políticas e programas de imigração, refúgio e cidadania. Existem múltiplas vias e categorias de imigração, incluindo programas econômicos, de reagrupamento familiar e programas humanitários. O Canadá também firmou acordos com suas províncias e territórios, permitindo que estes estabeleçam seus próprios critérios de seleção para atender às suas necessidades demográficas e laborais específicas.
Themrise Khan, pesquisadora independente, destaca o racismo endêmico na sociedade canadense. Ela argumenta que, se não for abordado, a expansão da imigração econômica pode desencorajar os migrantes de vir ou permanecer no Canadá. Há claras indicações, tanto do governo quanto do público canadense, de apoio ao aumento das metas de imigração — com o objetivo de 1,5 milhão de residentes permanentes entre 2023 e 2025, em comparação com aproximadamente um milhão entre 2020 e 2022 — mas, apesar de pesquisas que apontam uma opinião pública cada vez mais favorável à imigração, persistem problemas.

## Tipos de visto
Khan indica que, embora existam indícios de uma postura pró-imigração e dos evidentes benefícios econômicos da imigração (como ferramenta para solucionar a escassez laboral endêmica do Canadá), as implicações sociais de receber novos imigrantes são frequentemente marcadas pelo racismo e pela discriminação contra as “minorias visíveis”. Khan cita exemplos como a “maior vigilância de certas populações imigrantes, intenso escrutínio de alguns de seus recursos financeiros e discriminação contra trabalhadores migrantes”. Além de incidentes de crimes de ódio contra membros de grupos imigrantes, Khan enfatiza que os imigrantes são vistos como “alvos numéricos” a serem alcançados em um prazo determinado, uma forma de subjugação dialética que tem consequências reais na percepção dos recém-chegados tanto por parte dos imigrantes quanto dos canadenses.
Refugees and Citizenship Canada (IRCC) já abordou o racismo anteriormente, propondo medidas antirracistas mais rigorosas em seus últimos planos. No entanto, tais medidas se restringem à estratégia organizacional e não enfrentam o racismo endêmico na sociedade. A implementação do Bill 96 levou a recomendações regressivas que representam uma forma de discriminação governamental contra os imigrantes.
Khan sugere mudanças substanciais:
1. Alterar a linguagem em torno da imigração no Canadá, considerando a imigração como um direito humano e não apenas um jogo de números.[1]
2. Não considerar a imigração apenas sob uma perspectiva econômica, reconhecendo que os imigrantes, assim como os canadenses, são indivíduos com realidades sociais.[1]
3. Adotar uma filosofia antirracista nos serviços prestados aos imigrantes.[1]
4. Assegurar que os imigrantes não recebam apenas compensação econômica, mas também proteção social.[1]

O Canadá oferece diversas categorias e programas para aqueles que desejam ingressar, seja de forma temporária ou permanente. A seguir, apresenta-se uma tabela que resume as principais categorias de entrada:
| Tipo de entrada                                                  | Descrição |
| ---------------------------------------------------------------- | --- |
| Entrada temporária                                               | Milhões de pessoas de todo o mundo vêm ao Canadá para visitar, trabalhar ou estudar temporariamente. |
| Imigração econômica                                              | Inclui programas como: Entrada Expressa, Programa Provincial de Candidatos, Trabalhadores Qualificados Selecionados por Quebec, Programa de visto para iniciar uma empresa e Programa de Ajudantes Familiares. |
| Reagrupamento familiar                                           | Cidadãos canadenses e residentes permanentes podem patrocinar seus entes queridos, incluindo cônjuges, companheiros, filhos dependentes, pais e avós.                                                          |
| Reassentamento de refugiados                                     | Reassentamento de refugiados do exterior e um sistema de asilo no Canadá para pessoas com temor justificado de perseguição, tortura ou morte.                                                                  |
| Estudantes internacionais                                        | Mais de 400.000 estudantes. Após a graduação, podem continuar trabalhando no Canadá e, eventualmente, solicitar a imigração permanente.                                                                        |
| Trabalhadores temporários                                        | Inclui programas como o Programa de Trabalhadores Temporários Estrangeiros, Programa de Mobilidade Internacional e Experiência Internacional no Canadá.                                                        |
| Entrada irregular                                                | Entradas irregulares no Canadá por um local distinto de um porto de entrada, que não garantem a permanência no país e podem resultar em detenção e processo de deportação.                                     |
| Fonte: Ministério de Imigração, Refugiados e Cidadania do Canadá | |

### Crise no reagrupamento familiar: aumento dos tempos de espera em Quebec
Em Quebec, existe um sistema tensionado pela discrepância entre o número de solicitações e os espaços disponíveis para o reagrupamento familiar. A província estabeleceu limites máximos de admissão para o reagrupamento familiar, os quais praticamente foram atingidos no ano em curso. Isso provocou que o governo federal não possa acelerar o processamento das solicitações sem exceder as cotas fixadas pelo governo de Legault. Os tempos de espera para patrocinar um cônjuge que vive no exterior duplicaram em comparação com outras províncias do Canadá, passando de 33 para 41 meses – quase três anos –, enquanto em outras províncias permanecem em 13 meses. Esse aumento se deve ao limite no número de vagas disponíveis para o reagrupamento familiar em Quebec, fazendo com que o número de famílias em espera cresça, atingindo 38.800 em julho de 2023.
O aspecto mais crítico dessa situação é o número limitado de admissões anuais estabelecido pelo governo de François Legault, aproximadamente 10.400, apesar de um inventário de quase 40.000 casos pendentes. Essa limitação cria um gargalo significativo, levando a um acúmulo de casos e grande angústia entre os casais afetados. Segundo Me Lapointe, o governo provincial, sob o Acordo Canadá‑Quebec que especifica o papel de cada nível de governo em matéria de imigração, não tem autoridade para impor uma cota na categoria de reagrupamento familiar. No entanto, ao processar apenas o número de casos desejado pelo governo de Legault, Ottawa também estaria descumprindo os termos desse acordo.
Me Lapointe solicitou a Ottawa que finalize todos os casos de reagrupamento familiar destinados a Quebec que excedam o prazo de 12 meses, atualmente vigente no restante do país, dentro dos próximos 60 dias. Além disso, ele insta o governo de Quebec a esvaziar completamente o acervo de casos de reagrupamento familiar e a abolir sua meta de 10.400 admissões por ano nessa categoria. Se a ministra Christine Fréchette não cumprir, Me Lapointe sugere outra solução: criar uma meta de admissão dinâmica que se ajuste conforme a oferta e a demanda, de modo a respeitar sempre o prazo médio de processamento de 12 meses. Me Lapointe ordena a ambos os níveis de governo que reabram o Acordo Canadá‑Quebec para renegociar os papéis e responsabilidades de cada um. Se os dois governos não agirem dentro dos 60 dias designados, Me Lapointe tem a intenção de apresentar um pedido de julgamento declaratório perante o Tribunal Superior. A ministra Fréchette, antes de uma reunião do conselho de ministros, optou por não comentar essa situação aos jornalistas. Monsef Derraji, porta-voz do Partido Liberal de Quebec em matéria de imigração, e Guillaume Cliche‑Rivard, porta-voz do Québec solidaire na mesma área, também expressaram sua preocupação com a situação atual e a necessidade de uma solução.
O Ministério da Imigração de Quebec expressou sua compreensão pelo estresse que esses atrasos causam às famílias, atribuindo a responsabilidade ao governo federal. O processamento dos casos após a emissão dos certificados de seleção de Quebec é de responsabilidade do governo federal, que admite as pessoas conforme as metas estabelecidas por Quebec. Por sua vez, o governo federal enfrenta seus próprios problemas com atrasos significativos em seus programas, conforme destacado no relatório do auditor‑geral do Canadá. Críticos da oposição afirmam que o governo de Legault tem capacidade para agir e reduzir a espera de milhares de famílias. Contudo, com a cota máxima quase alcançada, o governo federal tem dificuldade em acelerar as solicitações sem ultrapassar os limites, o que tem gerado críticas dos porta‑vozes da oposição em matéria de imigração, que sugerem que os atrasos continuarão a aumentar, correndo o risco de ações judiciais por demoras excessivas.
Monsef Derraji, porta‑voz do Partido Liberal em assuntos de imigração, qualificou a situação de desumana, destacando a dificuldade emocional das famílias separadas e questionando a insistência do governo provincial. Além disso, membros de coletivos como o Quebequense réunifié ressaltam a importância de que a população entenda que o reagrupamento familiar pode vir a afetar qualquer pessoa no futuro. Especialistas sugerem que o governo de Quebec poderia ajustar os percentuais de seus limites de imigração, reduzindo a proporção de imigrantes econômicos e aumentando a do reagrupamento familiar – uma categoria considerada negligenciada no plano de imigração, mas essencial para a sociedade.

## Sistema de dois níveis em Quebec
No "sistema de imigração de dois níveis" descreve-se como as propostas de política de imigração da província de Quebec resultam em tratamento preferencial para imigrantes econômicos (aqueles selecionados com base em sua capacidade de contribuir para a economia, como trabalhadores qualificados) em detrimento de outras categorias, como os que buscam reagrupamento familiar. Sob tal sistema:
1. Primeiro nível: Imigrantes econômicos que seriam admitidos mais rapidamente, devido à percepção de que preenchem uma lacuna laboral imediata ou satisfazem necessidades econômicas. Esses imigrantes podem ter acesso a mais recursos, a um processo de candidatura mais ágil ou a regras mais flexíveis.[5]
2. Segundo nível: Outros imigrantes, como os que ingressam por meio de programas de reagrupamento familiar ou como refugiados. Esses imigrantes podem enfrentar tempos de espera mais longos, menos recursos ou critérios mais rigorosos.[5]

O uso do termo "sistema de imigração de dois níveis" carrega uma conotação negativa, sugerindo que é injusto ou discriminatório ao conceder tratamento preferencial a um grupo em detrimento de outro. A criação de tais sistemas pode gerar tensões políticas e sociais, sendo um tema de debate em muitas nações que lutam para equilibrar necessidades econômicas com considerações humanitárias e familiares. Em um esforço para atender às demandas laborais, Legault anunciou, pouco após sua eleição, que Quebec aceitaria cerca de 12.000 imigrantes a menos em 2019 – uma redução de quase 20% em comparação com os números do governo liberal anterior. Mais recentemente, solicitou ao governo federal maior flexibilidade para que Quebec possa aumentar o número de imigrantes econômicos que aceita, o que implicaria uma redução proporcional nas admissões de outros tipos de imigrantes, especialmente aqueles que ingressam por meio de programas de reagrupamento familiar e reassentamento.
Embora essa nova abordagem beneficie as empresas, proporcionando o talento necessário, prevê‑se que prolongue os tempos de espera para aqueles que buscam o reagrupamento familiar. Atualmente, o tempo de processamento de uma solicitação de reagrupamento familiar em Quebec é de cerca de 41 meses. Com a proporção de imigrantes econômicos elevando‑se a 65%, esse tempo pode alcançar três anos, segundo fontes federais. Isso gera um efeito colateral indesejado, pois imigrantes qualificados optam por se transferir para outras províncias ou territórios do Canadá, evitando longos períodos de separação de suas famílias.

## Permissões de trabalho fechado
Um dos elementos mais destacados e controversos desse sistema é a implementação das permissões de trabalho fechado. Tais permissões vinculam trabalhadores estrangeiros a um empregador específico. A Associação em Defesa dos Direitos dos Trabalhadores Domésticos e Agrícolas (DTMF) apontou que essas autorizações podem colocar os trabalhadores em situação de vulnerabilidade, limitando sua capacidade de trocar de empregador. Essa vulnerabilidade foi corroborada por observações de organismos internacionais. Por exemplo, o Relator Especial das Nações Unidas sobre as Formas Contemporâneas de Escravidão expressou preocupações de que essas permissões possam expor os trabalhadores a abusos sem que possam denunciá‑los por receio de represálias, como a deportação.
Além disso, no contexto dessas políticas, observou‑se um aumento no número de trabalhadores estrangeiros temporários em Quebec. Essa tendência tem alimentado debates sobre se a província busca uma integração a longo prazo dos imigrantes ou se favorece uma dinâmica de rotatividade laboral. Grandes sindicatos, como a Confédération des syndicats nationaux (CSN) e a Fédération des travailleurs et travailleuses du Québec (FTQ), apoiaram iniciativas que buscam revisão e reforma dessas permissões. Essas organizações sustentam que, além dos direitos formais, os trabalhadores frequentemente enfrentam ameaças e receios que limitam sua capacidade de agir em defesa de seus próprios interesses.

## Programa de patrocínio
Uma situação que evidenciou tensões nos sistemas de imigração do Canadá e possíveis alegações de discriminação centra‑se na experiência de Laurianne Lachapelle. Essa cidadã Quebequense aguardou por mais de um ano a chegada de seu esposo, originário de Guatemala, ao Canadá, por meio de um programa de patrocínio. Devido aos prolongados tempos de espera, Laurianne se viu na situação de reconsiderar sua residência em Québec e enfrentar decisões pessoais extremamente difíceis, inclusive o aborto.
Lachapelle casou‑se com um guatemalteco em janeiro de 2022. Em agosto do mesmo ano, apresentou uma solicitação como parte do programa para patrocinar um cônjuge ou parceiro que vive no exterior. Inicialmente, o tempo estimado de espera era de 13 meses, mas um ano depois esse período duplicou, alcançando pelo menos 24 meses.
De acordo com dados fornecidos pelo Journal de Montréal em julho, aproximadamente 37.000 solicitações de patrocínio previamente aprovadas por Québec estavam pendentes de processamento. Isso contrasta com uma meta anual de admissão de cerca de 10.600 pessoas.
Diante da demora e da incerteza quanto à chegada de seu esposo, e após engravidar, Lachapelle tomou a dolorosa decisão de abortar. Ela explicou: "Não foi minha escolha, porque se meu esposo tivesse tido a oportunidade de vir a Québec, nossa família já teria começado agora. Eu não podia imaginar viver minha gravidez sozinha. Era algo que queríamos viver juntos. Penso nisso todos os dias e dói. Foi uma escolha horrível que tive que fazer."

### Reação governamental
Christine Fréchette, ministra de Imigração, Francização e Integração, respondeu às preocupações sobre os atrasos na imigração destacando que estava sendo conduzida uma comissão parlamentar sobre o tema. No entanto, evitou referir‑se a casos individuais e enfatizou a importância dos dados como um todo. A resposta governamental foi percebida por Lachapelle como desprovida de humanidade, sugerindo um possível distanciamento do governo em relação aos problemas reais enfrentados pelas pessoas.

## Francização forçada
A insegurança cultural tem sido uma constante na psique dos francófonos de herança canadense‑francesa. Segundo Marco Micone, em seu artigo "La colère d’un immigrant", publicado em Le Devoir em 3 de março de 2017, essa insegurança origina‑se, em parte, pela condição minoritária dos francófonos no Canadá e na América do Norte como um todo. Essa situação é agravada pela atração que o idioma inglês exerce sobre vários imigrantes. Ao longo da história, os quebequenses construíram um relato no qual a língua francesa se encontra “ameaçada”, “asediada” e “doente”. Essa narrativa foi utilizada tanto para mobilizar a comunidade quanto para despertar consciências. A percepção do francês como idioma sob cerco galvanizou ações e discursos em defesa da língua e da cultura.
No entanto, há quem interprete essa insegurança cultural e linguística como um sinal de xenofobia coletiva. Relacionar diretamente o sentimento de insegurança linguística dos quebequenses a um “discurso anti-imigrante” é um passo audacioso. Ao longo dos anos, a luta para preservar a língua francesa em Quebec andou de mãos dadas com esforços para integrar os imigrantes à cultura local.
Francização refere‑se ao processo de tornar algo ou alguém francês em termos de cultura, idioma, identidade etc. Pode designar tanto o processo de adaptação a uma cultura francesa quanto a assimilação de indivíduos ou comunidades a essa cultura.

### Projeto de lei 101: Fortalecimento do francês em detrimento das minorias
Os direitos linguísticos têm sido um tema controverso na província canadense de Quebec há décadas. Há mais de 45 anos, em 1977, foi promulgada a Lei 101, Carta da língua francesa em Quebec, pelo governo da província.
A Lei 101, ou Carta da Língua Francesa, é uma legislação promulgada em 1977 na província de Quebec, Canadá, com o propósito principal de fortalecer o uso do francês como língua oficial e predominante na província. Desde sua implementação, a lei tem sido objeto de inúmeros debates e críticas, especialmente por suas implicações para a comunidade anglófona e outras minorias linguísticas. Desde a rebelião de 1837, os francófonos no Canadá têm enfrentado uma realidade na qual o inglês predomina nas estruturas políticas e econômicas – especialmente em províncias como Ontário, New Brunswick e Manitoba. O Ato da União de 1840 e a criação da Confederação em 1867 geraram preocupações quanto à preservação da língua e da cultura francesa.
Na década de 1970, em resposta à percepção de assimilação e perda de direitos linguísticos, o Partido Quebequense introduziu a Lei 101, fazendo do francês a única língua oficial de Quebec em áreas do governo, tribunais, trabalho, educação, comunicação, comércio e negócios.

#### Implicações
Um dos componentes mais controversos da Lei 101 é a restrição à educação em inglês. Segundo essa legislação, imigrantes e a maioria dos francófonos devem receber a educação básica e secundária em francês. Essa medida gerou críticas pelos seus possíveis efeitos nas comunidades anglófonas e demais minorias linguísticas em Quebec. Análises posteriores sugerem que, embora a Lei 101 tenha sido eficaz no fortalecimento do uso do francês na província, ela também provocou preocupações quanto ao seu impacto nas comunidades não francófonas, especialmente em áreas metropolitanas como Montreal.
Desde a implementação da Lei 101, observou‑se uma redução no número de escolas anglófonas em Quebec e um êxodo de falantes de inglês para outras províncias do Canadá ou para os Estados Unidos. Apesar da predominância dos francófonos, Quebec historicamente apresentou diversidade cultural e linguística. Na província, convivem comunidades como os indígenas, anglófonos, judeus, afro‑caribenhos, entre outros, que contribuíram significativamente em diversas áreas.
O governo federal do Canadá adotou recentemente medidas para fortalecer os direitos linguísticos dos francófonos em todo o país. Contudo, essas ações têm gerado dúvidas quanto à garantia equitativa dos direitos das comunidades anglófonas e de outras minorias em Quebec.

### Projeto de lei 96: Proteção Linguística
O objetivo principal desta lei de idioma de Quebec era estabelecer o francês como a língua oficial da província em espaços cotidianos – como governo, escolas, tribunais e empresas – por meio de diversos requisitos linguísticos. No entanto, o governo de Quebec aprovou uma legislação intitulada Lei 96, "Lei sobre o Francês, a língua oficial e comum de Quebec", que introduz novas modificações à legislação vigente da Carta.

#### Reações
Em decorrência da recente adoção da Lei 96, que reforma a Carta do Idioma Francês em Quebec, diversos grupos que auxiliam imigrantes, trabalhadores migrantes e refugiados em Montreal manifestam preocupação com o impacto na comunidade imigrante. Trabalhadores comunitários afirmam que a lei dificulta o acesso dos imigrantes à justiça e a realização de tarefas cotidianas, aumentando seu isolamento e vulnerabilidade. Além disso, há a percepção de que Quebec está criando um sistema de imigração de dois níveis, o que poderia desencorajar pessoas que fogem de conflitos e possuem apenas um inglês básico de virem para a província, mesmo diante das crescentes necessidades laborais. Paralelamente, a província depende de um número cada vez maior de trabalhadores estrangeiros temporários para preencher lacunas significativas no mercado de trabalho.

Evelyn Calugay, diretora executiva da PINAY – grupo de direitos das mulheres filipinas – compartilhou sua experiência pessoal acerca da dificuldade de aprender francês. Ela ressaltou que muitos filipinos chegam a Quebec para ocupar empregos precários, o que lhes deixa pouco tempo para aprender o idioma. Calugay também rememorou a história linguística das Filipinas, enfatizando que o inglês e o espanhol foram idiomas impostos ao longo de sua história. O Primeiro-Ministro François Legault manifestou interesse em garantir que um maior número de imigrantes que ingressam na província já fale francês, afirmando que seu governo elevou a proporção de imigrantes selecionados que falam francês de 55 % para 84 %. Entretanto, a porcentagem de imigrantes francófonos aceitos na província pelo governo federal é de apenas 50%.

"Não é apenas uma questão de números, há seres humanos por trás e é desgarrador. Há momentos na vida que não podem ser compartilhados. Há mães que não podem viver a infância de seus filhos e acho isso inaceitável."

Laurianne Lachapelle

## Sistema Express Entry
O Express Entry substituiu o sistema primário de verificação dos imigrantes, baseado no princípio “quem chegou primeiro, será atendido primeiro”. Ele utiliza um sistema de pontos denominado Sistema de Ranking Complexo (SCR) para o ranqueamento automatizado dos candidatos interessados e seleção dos mais competitivos para imigração. Os principais fatores avaliados são a idade, o nível de educação, o domínio do idioma inglês e/ou francês e a experiência de trabalho no Canadá. O candidato ideal situa‑se entre 20 e 29 anos, com alto nível de escolaridade e fluência em inglês ou francês.
O sorteio do Express Entry ocorre aproximadamente a cada duas semanas. O governo federal estabelece o ponto mínimo por meio do SCR, e todos os candidatos que ultrapassarem essa marca recebem um convite oficial para apresentar o pedido de residência (ITA).
Se alguns candidatos tiverem a mesma pontuação no SCR, o sistema realiza um sorteio com base na data e hora em que o perfil foi submetido. Em casos raros, o governo pode limitar o sorteio de determinados programas do Express Entry. O menor ponto registrado para receber um convite foi 199, em maio de 2017.
Em 2020, o menor SCR para os aspirantes foi de 415 (de um total de 1200 pontos). No mesmo ano, os candidatos no Express Entry receberam 107.350 convites (ITA). O governo do Canadá define a cota anual para imigrantes que ingressam por meio do Express Entry. Em 2022, o objetivo era de 91.150 pessoas.